# Спутник 20
Спутник 20 (също Венера 2МV-1 № 2, Спутник 12, Спутник 24) е вторият съветски опит за изстрелване на сонда към Венера, която да се превърне в първия кацнал на планетата апарат на 1 септември 1962 г. Поради проблем с последната степен на ракетата-носител сондата остава на ниска орбита като изкуствен спътник.

## Полет
Стартът е успешно осъществен на 1 септември 1962 г. от космодрума Байконур в Казахска ССР с ракета-носител „Молния“. Първите три степени работят нормално и апарата е изведен до разчетната орбита.
Четвъртата степен е трябвало да се задейства 61 минути и 30 секунди след излизане в орбита Земята и да насочи сондата към Венера. Това обаче не се случва поради повреда. В резултат на това апарата остава в орбита с перигей 185 км и апогей 246 км. След 5 дни полет около Земята (на 6 септември), корабът изгаря в плътните слоеве на земната атмосфера.